# Pilatusbahn
El Pilatusbahn (en español: ferrocarril del Pilatus) es un ferrocarril de cremallera en Suiza y el más empinado de su clase en el mundo. Va de Alpnachstad al Pilatus y está explotado por Pilatus-Bahnen AG.
El ferrocarril discurre por una línea de vía estrecha de 4,618 km de longitud (ancho de vía de 800 mm) y salva un desnivel de 1.635 metros. La pendiente máxima del 48% lo convierte en el ferrocarril de cremallera más empinado del mundo. 
Dado el riesgo de que la rueda dentada se desenganche de la cremallera con cremalleras convencionales en esta pendiente, Eduard Locher desarrolló una cremallera con enganche lateral (sistema de rueda dentada Locher) para esta vía. Esta cremallera impide el uso de agujas convencionales, lo que obliga a utilizar plataformas de transferencia y desvíos de vía. Además, las pestañas de las ruedas de los vehículos, que ruedan por el exterior de los raíles, son un rasgo distintivo.

SBB Historic - F 111 00001 005 - Vagón de vapor de mercancías del ferrocarril Pilatus en Alpnachstad

Hasta 2022 estuvieron en servicio nueve automotores Bhe 1/2, construidos en 1937 (número 30: 1967). Estos vehículos circulaban en una formación de tren de hasta cinco (en raras ocasiones, siete) vehículos con una distancia mínima de visibilidad de 50 metros.
La velocidad máxima en el tramo cuesta arriba era de 9 a 12 km/h, mientras que en el tramo cuesta abajo era de 9 km/h. La duración del trayecto era de 30 minutos en el tramo de subida y de 40 minutos en el de bajada. La capacidad máxima de transporte era de 300 pasajeros por hora.
Los pasajeros podían embarcar y desembarcar en Alpnachstad por la vía principal. El andén estaba diseñado para acomodar la longitud de dos vagones. En el apartadero había vagones adicionales y la transferencia a la vía principal se facilitaba mediante una mesa de transferencia.

SBB Historic - F 111 00001 004 - Vagón de vapor Pilatus, cerca 1889

A partir de 1963, la estación de Pilatus Kulm se equipó con un andén con capacidad para dos automotores en cada una de las vías 3 y 4. Además, un quinto automotor podía entrar en la estación. Además, un quinto automotor podía entrar en la vía 1.

## Historia
La línea se inauguró el 4 de junio de 1889 y el ferrocarril funcionaba a vapor. Para facilitarlo, se construyó un vagón con una caldera montada transversalmente a la vía.
En 1936, el ferrocarril recibió una línea aérea eléctrica y nuevos vagones rojos. Tras la conversión a tracción eléctrica, el ferrocarril se reabrió el 15 de mayo de 1937.
Todavía existen dos coches de vapor originales. Uno se encuentra en préstamo en el Verkehrshaus der Schweiz (Museo Suizo del Transporte y la Comunicación) de Lucerna, y el otro en el Eisenbahnmuseum (Museo del Ferrocarril de Múnich).